# Élections législatives de 1951 dans les Hautes-Pyrénées
Les élections législatives françaises de 1951 se tiennent le 17 juin. Ce sont les deuxièmes élections législatives de la Quatrième République.

## Mode de scrutin
Représentation proportionnelle plurinominale suivant la méthode du plus fort reste dans 103 circonscriptions, conformément à la loi des apparentements : les listes qui se sont « apparentées » avant l'élection remportent tous les sièges de la circonscription si leurs voix ajoutées obtiennent la majorité absolue des suffrages exprimés. Il y a 629 sièges à pourvoir.
Le vote préférentiel est admis. 
Dans le département des Hautes-Pyrénées, trois députés sont à élire.

## Candidats

### Liste du Rassemblement des gauches républicaines
| N° | Candidats | Candidats       | Parti | Principales fonctions                                                                                   |
| -- | --------- | --------------- | ----- | --- |
| 01 |           | René Billères   | RGR   | Professeur agrégé de lettres, député sortant                                                            |
| 02 |           | Pierre Mailhe   | RGR   | Avocat au barreau de Tarbes, conseiller général du canton de Tarbes-Sud, conseiller municipal de Tarbes |
| 03 |           | Antoine Corrège | RGR   | Propriétaire agriculteur, conseiller général, maire de La Barthe-de-Neste                               |

### Liste d'Union des indépendants, des paysans et des républicains nationaux
| N° | Candidats | Candidats             | Parti | Principales fonctions                                                                                                   |
| -- | --------- | --------------------- | ----- | --- |
| 01 |           | Jacques Fourcade      | CNIP  | Propriétaire éleveur à Vic-en-Bigorre, avocat à la Cour d'Appel de Paris, Président de l'Assemblée de l'Union Française |
| 02 |           | Pierre Pérus          | CNIP  | Médecin, conseiller général, conseiller municipal d'Argelès-Gazost                                                      |
| 03 |           | Étienne Achille-Fould | CNIP  | Propriétaire exploitant à Oléac-Debat                                                                                   |

### Liste d'Union républicaine résistante et antifasciste présentée par le PCF
| N° | Candidats | Candidats      | Parti | Principales fonctions                            |
| -- | --------- | -------------- | ----- | ------------------------------------------------ |
| 01 |           | Jean Toujas    | PCF   | Instituteur, député sortant, Bagnères-de-Bigorre |
| 02 |           | Augustin Biran | PCF   | Agriculteur, Pouyastruc                          |
| 03 |           | Yvonne Gensous | PCF   | Contrôleur du Trésor                             |

### Liste du Parti socialiste SFIO
| N° | Candidats | Candidats           | Parti | Principales fonctions                                                    |
| -- | --------- | ------------------- | ----- | ------------------------------------------------------------------------ |
| 01 |           | Paul Alduy          | SFIO  | Conseiller de l'Union Française                                          |
| 02 |           | Gérard Lamolle      | SFIO  | Propriétaire éleveur, Mauléon-Barousse                                   |
| 03 |           | Jean-Jacques Morère | SFIO  | Propriétaire éleveur à La Séoube, conseiller général du canton de Campan |

### Liste du Rassemblement du peuple français
| N° | Candidats | Candidats           | Parti | Principales fonctions                      |
| -- | --------- | ------------------- | ----- | ------------------------------------------ |
| 01 |           | Pierre Cohade       | RPF   | Industriel, ingénieur aéronautique, Tarbes |
| 02 |           | François de Carrère | RPF   | Officier de cavalerie en retraite, Tarbes  |
| 03 |           | Jean Lalanne        | RPF   | Cultivateur                                |

### Liste du Mouvement républicain populaire
| N° | Candidats | Candidats                                      | Parti | Principales fonctions       |
| -- | --------- | ---------------------------------------------- | ----- | --------------------------- |
| 01 |           | Philippe, dit Renaud d'Elissagaray de Jaurgain | MRP   | Officier en retraite, Bénac |
| 02 |           | Jacques Planas                                 | MRP   | Propriétaire exploitant     |
| 03 |           | Édouard Lynch                                  | MRP   | Ingénieur                   |

### Liste de l'Union démocratique et socialiste de la résistance
| N° | Candidats | Candidats             | Parti | Principales fonctions |
| -- | --------- | --------------------- | ----- | --------------------- |
| 01 |           | Gaston Hèches         | UDSR  | Restaurateur à Tarbes |
| 02 |           | Jean-Baptiste Lagnous | UDSR  | Masseur               |
| 03 |           | Germain Fréchou       | UDSR  | Propriétaire          |

## Élus
| Député sortant   | Parti | Parti   | Député élu ou réélu | Parti | Parti   |
| ---------------- | ----- | ------- | ------------------- | ----- | ------- |
| Jean Toujas      |       | PCF     | Jacques Fourcade    |       | CNIP    |
| Charles d'Aragon |       | MRP     | Pierre Mailhé       |       | Rad soc |
| René Billères    |       | Rad soc | René Billères       |       | Rad soc |

## Résultats

### Résultats à l'échelle du département
- Les listes du RGR, du CNIP, de la SFIO et du MRP se sont apparentées.
- Leurs voix cumulées représentant plus de 50% des exprimés, tous les sièges sont répartis à la proportionnelle entre les partis apparentés.

| Parti    | Parti    | Tête de liste                                  | Résultats | Résultats | Sièges |  |
| Parti    | Parti    | Tête de liste                                  | Voix      | %         |        |  |
| -------- | -------- | ---------------------------------------------- | --------- | --------- | ------ |  |
|          | RGR *    | René Billères                                  | 26 446    | 28,44     | 2      |  |
|          | CNIP *   | Jacques Fourcade                               | 23 418    | 25,19     | 1      |  |
|          | PCF      | Jean Toujas                                    | 20 669    | 22,23     | 0      |  |
|          | SFIO *   | Paul Alduy                                     | 10 913    | 11,74     | 0      |  |
|          | RPF      | Pierre Cohade                                  | 6 900     | 7,42      | 0      |  |
|          | MRP *    | Philippe, dit Renaud d'Elissagaray de Jaurgain | 4 168     | 4,48      | 0      |  |
|          | UDSR     | Gaston Hèches                                  | 4         | 0,00      | 0      |  |
|          |          |                                                |           |           |        |  |
| Inscrits | Inscrits | Inscrits                                       | 123 269   | 100,00    | 3      |  |
| Votants  | Votants  | Votants                                        | 95 254    | 77,27     |        |  |
| Exprimés | Exprimés | Exprimés                                       | 92 980    | 97,61     |        |  |